# 杨永良
杨永良（1944年1月22日—2012年6月17日），安徽长丰人，中华人民共和国政治人物。
楊永良1944年1月22日出生于安徽省淮南的一个工人家庭，1961年9月供职于淮南大通煤矿。1979年，任共青团安徽省委书记。1980年，任中共合肥市委副书记、副市长。1984年，任中共安徽省委常委兼省委政法委书记；1985年，任合肥市委书记。1999年2月当选为湖北省政协主席。2003-2008年，任湖北省人大常委会主任。2012年6月17日，因病医治无效，在武汉去世。